# 順天劍

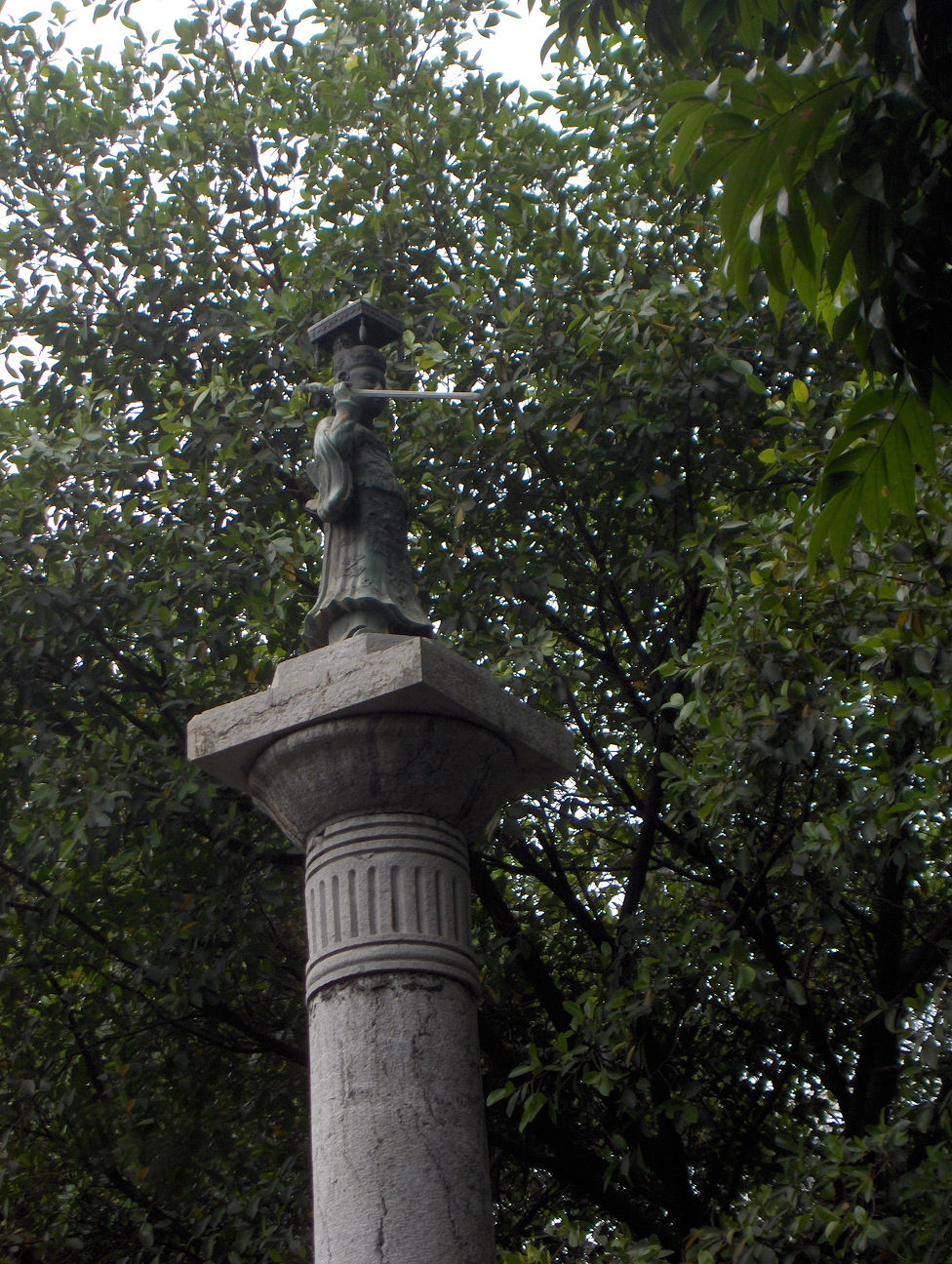
還劍湖中黎利手持順天劍的雕像

順天劍（越南语：／）是越南傳說中的一把古劍。
相傳黎利於1418年在清化起兵反明之時，僅取得少數戰役的勝利。他沒有能力召集能夠與明軍對抗的軍事實力。當地的龍王決定資助黎利起兵，便通過農民黎慎，將這口名叫順天的劍贈送給了黎利。黎慎後來投奔了黎利。
黎利得到這口劍之後，對明軍的戰鬥中取得了一個又一個勝利，最後驅逐了明朝，建立後黎朝。而他的年號便以這口劍的名字「順天」命名。
黎利稱帝後，仍經常佩戴這口劍。後來有一次黎利在還劍湖遊玩時，有一隻巨龜浮出水面，用箭射不中。黎利揮劍砍去，劍與龜一起沒入水中。自此黎利喪失了順天劍。相傳是龍王取回了寶劍，以備日後再授予抗敵之人。
首款越南自研MMORPG产品被命名為《順天劍》。